# ڄ
Dyeh (en sindhi ڄي, j̱eh, ou simplement ڄ) est une lettre additionnelle de l'alphabet arabe utilisée dans l’écriture du bosnien, du gawar-bati, du mandinka, du migaama, de l’od, du saraiki, du sindhi, et du soundanais.

## Utilisation
En sindhi écrit avec l’alphabet arabe sindhi ou en saraiki écrit avec l’alphabet arabe saraiki, ‹ ڄ › représente une consonne occlusive injective palatale [ʄ],,,, représentée avec j̈a ‹ ॼ › dans l’écriture devanagari. En saraiki, elle est aussi utilisée dans le digramme ‹ نڄ › représentant une consonne nasale palatale voisée [ɲ],.
Dans l’alphabet national du Tchad, ‹ ڄ › représente une consonne occlusive injective palatale [ʄ] transcrite y crocheté ‹ ƴ › avec l’alphabet latin,. Elle est notamment utilisée dans l’écriture du migaama,.
En mandinka, ‹ ڄ › a été utilisé en position initiale ou médiane en Gambie, notamment par Keba Singateh, pour représenter une consonne affriquée palato-alvéolaire sourde [tʃ], remplacée par dāl deux point suscrits ‹ ڌ › en position isolée ou finale et représentée par le c ‹ c › dans l’alphabet latin ou le tcha ‹ {{{1}}} › avec le n’ko.
Dans l’arebica de Mehmed Džemaludin Čaušević, utilisé pour écrire le bosnien au début du XXe siècle, ‹ ڄ › représente une consonne affriquée alvéolaire sourde [ts] transcrite ‹ c › avec l’alphabet latin bosnien.
En soundanais écrit avec le pegon, ‹ ڄ › représente une consonne affriquée palato-alvéolaire sourde [tʃ].

## Sources
- (id) S. Coolsma, Tata Bahasa Sunda, Jakarta, Djambatan, coll. « Indonesian Linguistics Development Project », 1985 (lire en ligne)
- (en) Peter T. Daniels, « The type and spread of Arabic script », dans The Arabic Script in Africa, Brill, coll. « Studies in Semitic Languages and Linguistics » (no 71), 2014, 25–39 p. (DOI 10.1163/9789004256804_003)
- (en) Alan S. Kaye, « Adaptations of Arabic script », dans Peter T. Daniels, William Bright, The World’s writing systems, Oxford et New York, Oxford University Press, 6 juin 1996, xlvi + 920 (ISBN 978-0-19-507993-7)
- (en) Zuzana Gažáková, « Some Remarks on Aljamiado Literature and the Usage of Arebica in Bosnia and Heregovina », dans Johannes den Heier, Andrea Schmidt, Tamara Pataridze, Script Beyond Borders: a survey of allographic traditions in the Euro-Mediterranean world, Louvain-La-Neuve, Peeters, coll. « Publications de l’Institut orientaliste de Louvain » (no 62), 2014, 453–471 p. (lire en ligne)
- Lorna A. Priest et Martin Hosken, Proposal to add Arabic script characters for African and Asian languages, 12 aout 2010 (lire en ligne)
- République du Tchad, Décret fixant l’alphabet national du Tchad, 2009
- (en) Valentin Vydrin, « Ajami scripts for Mande languages », dans The Arabic Script in Africa, Brill, coll. « Studies in Semitic Languages and Linguistics » (no 71), 2014, 199–224 p. (DOI 10.1163/9789004256804_011)
- (en) Muhammad Ahsan Wagha, The development of Siraiki language in Pakistan (thèse de Ph.D.), Londres, School of Oriental and African Studies (University of London), 1997 (lire en ligne)
- (en) Andy Warren-Rothlin, « West African scripts and Arabic-script orthographies in socio-political context », dans The Arabic Script in Africa, Brill, coll. « Studies in Semitic Languages and Linguistics » (no 71), 2014, 261–289 p. (DOI 10.1163/9789004256804_013, lire en ligne)